# Robert Pimienta
Robert Pimienta, né le 7 juin 1887 à Paris 9e et mort le 1er mai 1957 à Paris 20e,, est un professeur d'histoire-géographie, historien, journaliste et homme politique français.

## Biographie
Moïse Robert Pimienta est issu d'une famille juive originaire d'Algérie et d'Alsace. Fils de Léon Pimienta, commissionnaire en marchandises, qui a été président du syndicat français des fabricants de courroies en cuir, il est le frère du sculpteur Gustave Pimienta et de l'avocat Paul Pimienta. Son père et sa mère, Alice, ont été dreyfusards.
Il suit des études au lycée Carnot. Alors qu'il est étudiant à la Sorbonne depuis 1903, licencié ès lettres et en droit, diplômé d'études supérieures d'histoire et candidat à l'agrégation d'histoire, il est frappé au front en janvier 1909 par un militant royaliste, Maxime Real del Sarte, dans le contexte de l'agitation des camelots du roi au quartier latin. Dans un courrier adressé à l'Action française, il se présente comme « Français, né à Paris de parents français », de « religion israélite, ce qui n'est pas une tare » et « dreyfusard, ce qui est un honneur ». Il est un tenant d'une gauche patriote et attachée à la laïcité.
Il est mobilisé comme simple soldat en 1914, est blessé à la bataille de la Marne. Il est ensuite volontaire pour retourner au front. Il est promu caporal, puis sergent au 28e bataillon de chasseurs alpins, qui fait partie de « l'Alsacienne », surnom de la 66e Division d'infanterie, dont il a été plus tard l'historien. Décoré de la croix de guerre avec quatre citations, il reçoit la médaille militaire en 1921 puis la croix de chevalier de la Légion d'honneur à titre militaire en 1931,.

Il est vice-président du comité du 17e arrondissement de la Ligue des chefs de section, secrétaire puis archiviste en 1923 de l'Association amicale des anciens combattants de l'enseignement supérieur et de l'enseignement secondaire, préside en 1931 la section de Beauvais des Médaillés militaires et fait partie de l'Association des écrivains combattants. C'est un ancien combattant demeuré patriote, pour qui « le Traité de Versailles est une transaction, mais que les Français n'ont le droit ni de transiger, ni de rien abandonner ». En 1924, dans la perspective des élections législatives, il fonde avec d'autres anciens combattants plus connus (José Germain, Jacques Péricard, René Le Gentil, Eugène Mittler) un mouvement appelé « La dernière croisade », qui s'oppose aux « politiciens professionnels auxquels la guerre n'a rien appris » et réclame « l'épuration du parlement » puisque les anciens combattants membres du Parlement ont été « neutralisés par les rouages usés et faussés du parlementarisme ». Pimienta déplore que les dirigeants des associations d'anciens combattants aient « monnayé leur héroïsme » pour être députés ou ministres. Il s'en prend aux « profiteurs de la guerre » et aux « marchands d'obus » et déclare : 

« Nous ne voulons plus de guerre. Ceux qui en ont profité sont prêts à nous y renvoyer. Ils n'ont pas été capables de maintenir la paix. (...) Les anciens combattants veulent le fruit de leur victoire ; la Paix. Vous l'avez gagnée, vous l'aurez, et avec elle la liberté, l'émancipation qui fut votre idéal. (...) C'est demain que vous prouverez que c'est la République, la liberté du monde et la paix, que, par votre sacrifice, vous avez sauvées. »

Il a été professeur d'histoire-géographie aux lycées de Vendôme, d'Orléans, de Cherbourg, puis de Beauvais à partir d'octobre 1927. Il est membre de l'Association des professeurs d'histoire et de géographie de l'enseignement public, de la Société des agrégés - il a été son secrétaire général en 1928-29 -, de l'Association des professeurs de lycée, de l'Association d'histoire moderne, de la Société des études robespierristes, de la Société d'histoire de la Révolution française, de l'Association des géographes français, de la Société académique de l'Oise. Il est professeur d'histoire militaire à l'École de l'air à partir de 1937,.
Il s'investit dans les débats politiques à Cherbourg, puis à Beauvais, passant de gauche à droite. À Cherbourg, il est partisan du maire de gauche Albert Mahieu et appartient au Parti républicain-socialiste. À Beauvais, Il est candidat malheureux des droites aux élections législatives de 1932, contre le député sortant de gauche Jammy Schmidt. Il adhère à un parti politique de droite, la Fédération républicaine, et préside sa fédération de l'Oise, constituée en 1933. Il est à nouveau candidat aux législatives de 1936, mais il se désiste pour un autre candidat, afin de « déjouer la tentative de division des voix nationales ». Lors des meetings et des congrès de la Fédération républicaine, il se déclare hostile à l'école unique, et dénonce la gratuité de l'enseignement secondaire accordée même aux familles riches.
En 1930, lors du débat sur l’admission des « agrégées masculines », il fait savoir qu’il repousse l’idée de l’invasion de la Société des agrégés par « une armée de femmes ». Enseignant de droite dans les années 1930, il se présente sans succès en 1934 au Conseil supérieur de l'instruction publique, comme candidat anticommuniste hostile aux syndicats d'enseignants, et qui « ne saurait être aux ordres d'une société secrète, d'une secte » (allusion à la franc-maçonnerie), contre un collègue, Charles-André Julien - il rappelle son « agitation communiste » passée - et contre des collègues qui en viennent « à considérer comme un crime le culte du sentiment national et l'obéissance à la loi » et « qui (ont) abusé de la liberté pour s'affirmer comme les plus exaltés des révolutionnaires extrémistes ». Il attaque dans L'Ordre en avril 1934 les « agents moscoutaires » qui tentent de s'emparer du syndicat national des lycées et est exclu du syndicat. Il signe en 1935 le Manifeste des intellectuels français pour la défense de l'Occident et la paix en Europe et prend part en 1937 au banquet du Cercle Fustel de Coulanges, qui rassemble des enseignants de droite et d'extrême droite, proches ou membres de l'Action française.
Après avoir été avant la Première Guerre mondiale le rédacteur en chef du supplément universitaire hebdomadaire du Siècle et de L'Action, et critique littéraire de ces deux journaux d'Henry Bérenger, il est secrétaire général de Colonies et marine, collabore aux quotidiens parisiens Le Temps, jusqu'en 1942, et L'Ordre d'Émile Buré, à La France judiciaire, à Excelsior,. Il est sociétaire de la Société des gens de lettres en 1938.
Lieutenant de réserve, membre de l'Amicale des officiers de réserve à Cherbourg, il est à nouveau mobilisé en 1940. Lieutenant au 27e bataillon de chasseurs alpins, il est cité à l'ordre de son bataillon et reçoit la croix de guerre 1939-1945,. Sous l'Occupation, il est résistant, s'illustre au maquis des Glières et lors de la libération de Paris,. À la Libération, il est vice-président de l'Association des écrivains combattants,. Il reçoit en octobre 1945 la médaille de la Résistance française,,. Il est colonel de réserve de chasseurs alpins.
Il demeure membre de la Fédération républicaine. Ce parti le désigne en novembre 1944 comme membre de l'Assemblée consultative provisoire, au titre de la résistance métropolitaine, afin de remplacer Alfred Oberkirch, invalidé. Il est nommé le 12 décembre,. En avril 1945, il est candidat aux élections municipales à Paris, sur une liste menée par Hubert Lefèvre-Pontalis ; il est alors délégué à l'Assemblée consultative, membre du comité national de la Fédération républicaine et du Front national. Comme Louis Marin ou son ami Jacques Debû-Bridel, il est en effet membre du Front national, initié par les communistes et il a collaboré au périodique du même nom, dirigé par ce dernier,,,. En juin 1945, à l'Assemblée consultative, il se montre le premier défenseur de la proposition d'accès des femmes à la magistrature soumise par Marianne Verger. Il fait figure d'original dans cette assemblée, portant l'uniforme vert du 27e bataillon de chasseurs alpins. Désigné juré pour le procès du maréchal Pétain, il est récusé par la défense car il est connu pour ses propos enflammés et ses emportements,. Il affirme alors : « Je remercie la défense de l'honneur qu'elle me fait. Cela n'empêchera pas Pétain de recevoir douze balles dans la peau ».
Mais il est battu aux deux élections à la Constituante, le 21 octobre 1945 - il menait la liste de l'union des républicains dans la Loire lors de la première élection - et le 2 juin 1946 - il se présentait en Guadeloupe lors de l'élection constituante de 1946. Il reste proche de Louis Marin par la suite.
Il est ensuite journaliste parlementaire et collabore à plusieurs journaux comme L'Ordre de Buré (1946-1948) et Combat, après avoir brièvement collaboré au quotidien Le Monde en 1944-45. En 1956, alors que l'Association pour défendre la mémoire du maréchal Pétain entend célébrer le centenaire de la naissance de Pétain, il s'insurge en tant que membre du Comité de liaison de la Résistance et affirme que « glorifier Pétain c'est condamner la Résistance, et... condamner une seconde fois Jeanne d'Arc ». Il dénonce la responsabilité de celui qu'il nomme « gauleiter de Hitler ». « Ceux qui voudront une nouvelle fois souiller l'honneur de la patrie nous trouveront une nouvelle fois devant eux » déclare-t-il aussi lors de la réunion du Comité.

## Publications
- La propagande bonapartiste en 1848, E. Cornély, 1911, 130 p.
- L'ancienne colonie allemande du Sud-Ouest africain, Challamel, 1920, 86 p.
- Chapitres dans René Christian-Frogé (dir.), 1914-1918, La Grande guerre, vécue, racontée, illustrée par les combattants, t. I, Quillet, 1923 (Lire en ligne)
- La belle épopée de l'Alsacienne, 1914-1919, J. Peyronnet et Cie, 1932, 2 vol., 379 et 449 p.[59]

- Prix Montyon 1933 de l'Académie française
- Les leçons d'une campagne, Ed. de l'Ordre, 1933, 127 p. (préface d'Émile Buré, directeur de L'Ordre)

## Sources et bibliographie
- Henri Temerson, Biographies des principales personnalités françaises décédées au cours de l'année 1957, p. 143-144.
- Annales historiques compiégnoises, juillet-septembre 1981: biographie
- Cherbourg-Eclair, 5 juin 1921: Titres militaires de R. Pimienta
- Gilles Richard et Jacqueline Sainclivier (dir.), La recomposition des droites: en France à la Libération, 1944-1948, Presses universitaires de Rennes, 2004